# تومسون (إلينوي)
تومسون (بالإنجليزية: Thomson)‏ هي منطقة سكنية تقع في الولايات المتحدة في إلينوي. يقدر عدد سكانها بـ 590 نسمة .

## التركيبة السكانية
حدّد مكتب تعداد الولايات المتحدة بيانات التركيبة السكانية لتومسون في تعداد الولايات المتحدة. في ما يلي، التركيبة السكانية حسب تعدادي 2000 و2010.

### تعداد عام 2000
بلغ عدد سكان تومسون 559 نسمة بحسب تعداد عام 2000، وبلغ عدد الأسر 234 أسرة وعدد العائلات 161 عائلة مقيمة في القرية. في حين سجلت الكثافة السكانية 88.6 نسمة لكل كيلومتر مربع (229.5/ميل2). وبلغ عدد الوحدات السكنية 244 وحدة بمتوسط كثافة قدره 38.7 لكل كيلومتر مربع (100.2/ميل2).
وتوزع التركيب العرقي للقرية بنسبة 97.32% من البيض و0.54% من الأمريكيين الأصليين و0.89% من الأمريكيين ذوي الأصول الآسيوية و0.36% من الأعراق الأخرى و0.89% من عرقين مختلطين أو أكثر و0.54% من الهسبانيون أو اللاتينيون من أي عرق.
بلغ عدد الأسر 234 أسرة كانت نسبة 29.1% منها لديها أطفال تحت سن الثامنة عشر تعيش معهم، وبلغت نسبة الأزواج القاطنين مع بعضهم البعض 56.8% من أصل المجموع الكلي للأسر، ونسبة 9.8% من الأسر كان لديها معيلات من الإناث دون وجود شريك،  بينما كانت نسبة 2.1% من الأسر لديها معيلون من الذكور دون وجود شريكة وكانت نسبة 31.2% من غير العائلات. تألفت نسبة 27.8% من أصل جميع الأسر من عدة أفراد يعيشون في نفس المنزل ونسبة 14.5% كانت تتألف من شخص يعيش بمفرده يبلغ من العمر 65 عاماً أو أكثر. وبلغ متوسط حجم الأسرة المعيشية 2.39، أما متوسط حجم العائلات فبلغ 2.87.
بلغ العمر الوسطي للسكان 40.9 عاماً. وكانت نسبة 23.6% من القاطنين تحت سن الثامنة عشر، وكانت نسبة 8.2% بين الثامنة عشر والرابعة والعشرين عاماً، ونسبة 24.2% كانت واقعةً في الفئة العمرية ما بين الخامسة والعشرين والرابعة والأربعين عاماً، ونسبة 23.3% كانت ما بين الخامسة والأربعين والرابعة والستين، ونسبة 20.8% كانت ضمن فئة الخامسة والستين عاماً فما فوق. يوجد لكل 100 أنثى 91.4 ذكر، ويوجد لكل 100 أنثى في الثامنة عشر من عمرها فما فوق 85.7 ذكر.
بلغ متوسط دخل الأسرة في القرية 36,667 دولارًا، أما متوسط دخل العائلة فبلغ 41,250 دولارًا. وكان متوسط دخل الذكور 39,000 دولارًا مقابل 22,143 دولارًا للإناث. وسجل دخل الفرد الخاص بالقرية 17,261 دولارًا. وكانت نسبة 4.5% من العائلات ونسبة 6.7% من السكان تحت خط الفقر، وكان من هؤلاء نسبة 7.6% تحت سن الثامنة عشر ونسبة 3.9% في الخامسة والستين من العمر وما فوق.

### تعداد عام 2010
بلغ عدد سكان تومسون 590 نسمة بحسب تعداد عام 2010، وبلغ عدد الأسر 236 أسرة وعدد العائلات 159 عائلة مقيمة في القرية. في حين سجلت الكثافة السكانية 93.5 نسمة لكل كيلومتر مربع (242.2/ميل2). وبلغ عدد الوحدات السكنية 260 وحدة بمتوسط كثافة قدره 41.2 لكل كيلومتر مربع (106.7/ميل2).
وتوزع التركيب العرقي للقرية بنسبة 93.39% من البيض و3.22% من الأمريكيين الأفارقة و1.19% من الأمريكيين الأصليين و0.34% من الأمريكيين ذوي الأصول الآسيوية و0.85% من الأعراق الأخرى و1.02% من عرقين مختلطين أو أكثر و2.88% من الهسبانيون أو اللاتينيون من أي عرق.
بلغ عدد الأسر 236 أسرة كانت نسبة 30.5% منها لديها أطفال تحت سن الثامنة عشر تعيش معهم، وبلغت نسبة الأزواج القاطنين مع بعضهم البعض 49.2% من أصل المجموع الكلي للأسر، ونسبة 11.4% من الأسر كان لديها معيلات من الإناث دون وجود شريك،  بينما كانت نسبة 6.8% من الأسر لديها معيلون من الذكور دون وجود شريكة وكانت نسبة 32.6% من غير العائلات. تألفت نسبة 28.4% من أصل جميع الأسر من عدة أفراد يعيشون في نفس المنزل ونسبة 14% كانت تتألف من شخص يعيش بمفرده يبلغ من العمر 65 عاماً أو أكثر. وبلغ متوسط حجم الأسرة المعيشية 2.37، أما متوسط حجم العائلات فبلغ 2.83.
بلغ العمر الوسطي للسكان 39.6 عاماً. وكانت نسبة 21.2% من القاطنين تحت سن الثامنة عشر، وكانت نسبة 9.5% بين الثامنة عشر والرابعة والعشرين عاماً، ونسبة 25.1% كانت واقعةً في الفئة العمرية ما بين الخامسة والعشرين والرابعة والأربعين عاماً، ونسبة 24.7% كانت ما بين الخامسة والأربعين والرابعة والستين، ونسبة 19.5% كانت ضمن فئة الخامسة والستين عاماً فما فوق. وتوزع التركيب الجنسي للسكان بنسبة 51.5% ذكور و48.5% إناث.